# Jo Heims
Jo Heims est une scénariste américaine née le 15 janvier 1930 et morte le 22 avril 1978 à Los Angeles.

## Filmographie sélective
- 1960 : The Threat de Charles R. Rondeau
- 1960 : The Girl in Lovers Lane de Charles R. Rondeau
- 1962 : The Devil's Hand de William J. Hole Jr.
- 1963 : Le Justicier de l'Ouest d'Edward Ludwig
- 1964 : Navajo Run de Johnny Seven
- 1965 : Tell Me in the Sunlight de Steve Cochran
- 1967 : Croisière surprise de Norman Taurog
- 1968 : The First Time de James Neilson
- 1971 : Un frisson dans la nuit de Clint Eastwood
- 1971 : L'Inspecteur Harry (non crédité au générique) de Don Siegel
- 1972 : You'll Like My Mother de Lamont Johnson
- 1973 : Breezy de Clint Eastwood